# إيفان بوجيتش
إيفان بوجيتش هو لاعب كرة قدم كرواتي في مركز الهجوم، ولد في 8 يونيو 1997 في فينكوفسي في كرواتيا. لعب مع دينامو زغرب.

## وصلات خارجية
- إيفان بوجيتش على موقع اتحاد كرواتيا (الكرواتية)
- إيفان بوجيتش على موقع قاعدة بيانات كرة القدم.إي يو (الإنجليزية)
- إيفان بوجيتش على موقع Soccerway.com (الإنجليزية)
- إيفان بوجيتش على موقع عالم كرة القدم.نت (الإنجليزية)